# C9H5N3
化学式C9H5N3（摩尔质量：155.16 g/mol）可以指：
- 2-吡啶亚甲基丙二腈，CAS号：64499-63-4
- 3-吡啶亚甲基丙二腈，CAS号：7424-56-8
- 4-吡啶亚甲基丙二腈，CAS号：63080-75-1

|  | 这个同类索引页列出了具有相同分子式的化学物（即同分異構體）条目。 除非您是有意链接至本页，否则应将相应条目的内部链接指向正确的条目。 |